# Pískovcové sloupky
Pískovcové sloupky jsou přírodní památka v obci Česká Metuje v okrese Náchod v Královéhradeckém kraji. Lokalitu spravuje Agentura ochrany přírody a krajiny ČR - regionální pracoviště Východní Čechy.

## Předmět ochrany
Důvodem ochrany jsou skalní sloupky ve tvaru přesýpacích hodin či kuželek, vymodelované ve stěně umělého odkryvu v důsledku procesu selektivního zvětrávání, dále geomorfologicky pozoruhodný suťový svah se skalními výchozy, rostlinná i živočišná společenstva přírodě blízkého lesa a skal, populace lilie zlatohlavé (Lilium martagon). Poblíž chráněné lokality se nachází památný strom Berkova lípa.